# Alphonse Renard
Alphonse Renard, född 27 september 1842 i Ronse, Östflandern, död 9 juli 1903 i Bryssel, var en belgisk mineralog och geolog.
Han tilldelades 1885 Bigsbymedaljen av Geological Society of London och var från 1887 professor i geologi i Gent.